# Transtheoretisches Modell

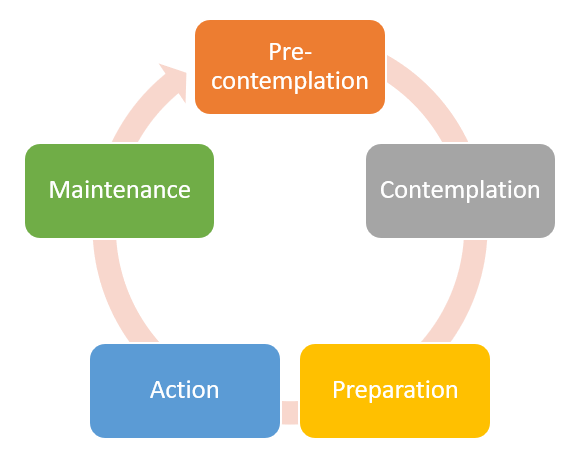
Das Transtheoretische Modell

Das Transtheoretische Modell (TTM, „Transtheoretical Model“) ist ein Konzept zur Beschreibung, Erklärung, Vorhersage und Beeinflussung von intentionalen Verhaltensänderungen. Das von James O. Prochaska von der University of Rhode Island und seinen Kollegen entwickelte Modell basiert auf der Annahme, dass Änderungsprozesse mehrere qualitativ unterschiedliche und sukzessive aufeinander aufbauende Stufen durchlaufen. Deshalb wird das Transtheoretische Modell auch als Stufenmodell der Verhaltensänderung bezeichnet („Stages of Change“). Das Modell wurde auf unterschiedliche Gesundheitsverhaltensweisen, z. B. Tabakrauchen, Alkoholkonsum, Ernährung, körperliche Bewegung/Sporttreiben adaptiert.

## Stadien der Verhaltensänderung
Im Kern postuliert das Modell sechs Stadien der Verhaltensänderung („Stages of Change“):
1. Im Absichtslosigkeitsstadium („Precontemplation“) haben Personen keine Absicht, ein problematisches Verhalten zu verändern.
2. Im Absichtsbildungsstadium („Contemplation“) haben Personen die Absicht, irgendwann das problematische Verhalten zu verändern.
3. Im Vorbereitungsstadium („Preparation“) planen Personen konkret, demnächst ihr problematisches Verhalten zu ändern und unternehmen erste Schritte in Richtung einer Verhaltensänderung.
4. Im Handlungsstadium („Action“) vollziehen Personen eine Verhaltensänderung.
5. Im Aufrechterhaltungsstadium („Maintenance“) haben Personen seit einem längeren Zeitraum das problematische Verhalten aufgegeben.
6. Im Abschlussstadium („Termination“) ist das alte Verhalten dauerhaft aufgegeben, das neue Verhalten ist verinnerlicht und wird aufrechterhalten.

Das 6. Stadium ist in der Originalliteratur von Prochaska und di Clemente nicht enthalten. Es wurde später von anderen Autoren vereinzelt hinzugefügt und ist nicht für alle Anwendungsfelder gleich sinnvoll (Sucht, Bewegung).

## Veränderungsprozesse
Weiterhin beinhaltet das TTM Veränderungsprozesse („Processes of Change“), definiert als Aktivitäten und Ereignisse, die ein problematisches Verhalten und damit zusammenhängende Kognitionen und Emotionen beeinflussen und verändern. Die Veränderungsprozesse ermöglichen und fördern das Durchlaufen der Stadien der Änderungsbereitschaft, d. h., sie beschreiben, wie Personen von einem Stadium in das nächste fortschreiten.
Es wurden zehn Veränderungsprozesse identifiziert, die sich entlang zweier Dimensionen als auf das Erleben bezogene, kognitiv-affektive Prozesse („Cognitive-affective Processes“) und verhaltensorientierte Prozesse („Behavioral Processes“) kategorisieren lassen.
Die fünf kognitiv-affektiven Prozesse sind
- „Steigern des Problembewusstseins“ („Consciousness Raising“),
- „Emotionales Erleben“ („Dramatic Relief“),
- „Neubewertung der persönlichen Umwelt“ („Environmental Reevaluation“),
- „Selbstneubewertung“ („Self-Reevaluation“), und
- „Wahrnehmen förderlicher Umweltbedingungen“ („Social Liberation“),

die fünf verhaltensorientierten Prozesse sind
- „Gegenkonditionierung“ („Counterconditioning“),
- „Kontrolle der Umwelt“ („Stimulus Control“),
- „Nutzen hilfreicher Beziehungen“ („Helping Relationships“),
- „(Selbst-) Verstärkung“ („Reinforcement Management“), und
- „Selbstverpflichtung“ („Self-Liberation“).

Neben den Stadien und Prozessen enthält das Modell die Entscheidungsbalance („Decisional Balance“) und die Selbstwirksamkeitserwartung („Self-Efficacy“). Die Entscheidungsbalance thematisiert die wahrgenommenen Vorteile („Pros“) und Nachteile („Cons“) einer Verhaltensänderung. Die Selbstwirksamkeitserwartung beschreibt zum einen die Zuversicht („Confidence“), ein erwünschtes Verhalten in schwierigen Situationen ausüben zu können, und zum anderen die Versuchung („Temptation“), in schwierigen Situationen das unerwünschte Verhalten zu zeigen.
Drei generelle Arten von Versuchungssituationen lassen sich unterscheiden, nämlich Situationen mit positivem Affekt oder soziale Situationen („Positive Affect/Social Situations“), Situationen mit negativem Affekt oder emotionalem Stress („Negative Affect Situations“), sowie habituelle Situationen oder Gewohnheit („Habitual/Craving Situations“).
Im TTM werden für die Veränderungsprozesse, die Vor- und Nachteile, sowie die Selbstwirksamkeitserwartung charakteristische Verläufe über die Stadien der Änderungsbereitschaft hinweg postuliert. Kognitiv-affektive Prozesse sind besonders in frühen Änderungsstadien, verhaltensorientierte Prozesse besonders in den späten Änderungsstadien von Bedeutung. Über die Stufen hinweg nimmt die Gewichtung wahrgenommener positiver Handlungsergebniserwartungen zu, wohingegen die Gewichtung negativer Aspekte einer Verhaltensänderung abnimmt. D.h. es entsteht eine positive Balance zugunsten der wahrgenommenen Vorteile einer Verhaltensänderung. Der Zeitpunkt, an dem sich das Negativ-Positiv-Verhältnis umkehrt ist in etwa nach der 3. Phase (Vorbereitungsphase) anzusiedeln. Also im Übergang von präaktional zu aktional. Die Versuchung soll vom Absichtslosigkeits- bis zum Aufrechterhaltungsstadium kontinuierlich absinken, die Zuversicht soll entsprechend ansteigen.
Das TTM hat in zahlreichen wissenschaftlichen Studien eine umfassende empirische Überprüfung erfahren. Auch durch Interventionsstudien (vor allem zum Tabakrauchen) konnte die Nützlichkeit und Praktikabilität des Modells belegt werden.